# Diskografija sastava Static-X
Ovo je članak o kompletnoj diskografiji američkog metal sastava Static-X. Do sada su objavili šest studijskih albuma, 14 singlova, 4 videoalbuma, te po jedan EP, kompilaciju i album uživo.

## Albumi

### Studijski albumi
| Godina | Detalji                                                                            | Pozicija | Pozicija | Pozicija | Pozicija | Pozicija | Naklada           |
| Godina | Detalji                                                                            | SAD      | AUS      | AUT      | FRA      | UK       | Naklada           |
| ------ | ---------------------------------------------------------------------------------- | -------- | -------- | -------- | -------- | -------- | ----------------- |
| 1999.  | Wisconsin Death Trip - Objavljen: 23. ožujka 1999. - Izdavač: Warner Bros. Records | 107      | —        | —        | —        | —        | - SAD: Platinasta |
| 2001.  | Machine - Objavljen: 22. svibnja 2001. - Izdavač: Warner Bros. Records             | 11       | —        | —        | —        | 56       | - SAD: Zlatna     |
| 2003.  | Shadow Zone - Objavljen: 7. listopada 2003. - Izdavač: Warner Bros. Records        | 20       | 66       | —        | 110      | 113      |                   |
| 2005.  | Start a War - Objavljen: 14. lipnja 2005. - Izdavač: Warner Bros. Records          | 29       | —        | 55       | 135      | —        |                   |
| 2007.  | Cannibal - Objavljen: 3. travnja 2007. - Izdavač: Reprise Records                  | 36       | 26       | 56       | 200      | —        |                   |
| 2009.  | Cult of Static - Objavljen: 17. ožujka 2009. - Izdavač: Reprise Records            | 16       | 33       | 80       | -        | -        |                   |

### Kompilacije
| Godina | Detalji                                                                                       | Pozicija | Pozicija | Pozicija | Pozicija | Pozicija | Naklada |
| Godina | Detalji                                                                                       | SAD      | AUS      | AUT      | FRA      | UK       | Naklada |
| ------ | --------------------------------------------------------------------------------------------- | -------- | -------- | -------- | -------- | -------- | ------- |
| 2004.  | Beneath... Between... Beyond... - Objavljen: 20. srpnja 2004. - Izdavač: Warner Bros. Records | 139      | —        | —        | 169      | —        |         |

### EP-ovi
| Godina | Detalji                                                                    |
| ------ | -------------------------------------------------------------------------- |
| 2000.  | The Death Trip Continues - Objavljen: 2000 - Izdavač: Warner Bros. Records |

## Pjesme

### Singlovi
| Godina | Singl             | Pozicija | Pozicija | Pozicija | Pozicija | Album                |
| Godina | Singl             | US Sales | US Main  | US Mod   | UK       | Album                |
| ------ | ----------------- | -------- | -------- | -------- | -------- | -------------------- |
| 1999.  | "Bled for Days"   | —        | 36       | —        | —        | Wisconsin Death Trip |
| 1999.  | "Push It"         | 57       | 20       | 36       | —        | Wisconsin Death Trip |
| 2000.  | "I'm with Stupid" | —        | 38       | —        | —        | Wisconsin Death Trip |
| 2001.  | "Black and White" | —        | 35       | —        | 65       | Machine              |
| 2001.  | "This Is Not"     | —        | 36       | —        | —        | Machine              |
| 2002.  | "Cold"            | —        | 29       | —        | —        | Machine              |
| 2003.  | "The Only"        | —        | 22       | —        | —        | Shadow Zone          |
| 2004.  | "So"              | —        | 37       | —        | —        | Shadow Zone          |
| 2005.  | "I'm the One"     | —        | 22       | —        | —        | Start a War          |
| 2005.  | "Dirthouse"       | —        | 27       | —        | —        | Start a War          |
| 2007.  | "Cannibal"        | —        | —        | —        | —        | Cannibal             |
| 2007.  | "Destroyer"       | —        | 23       | —        | —        | Cannibal             |
| 2009.  | "Stingwray"       | —        | —        | —        | —        | Cult of Static       |

### Ostali doprinosi
| Pjesma                          | Film/album/videoigra                            | Godina |
| ------------------------------- | ----------------------------------------------- | ------ |
| "Bled for Days"                 | Bride of Chucky                                 | 1998.  |
| "Push It"                       | Idle Hands                                      | 1999.  |
| "Bled for Days"                 | Universal Soldier: The Return                   | 1999.  |
| "Crash"                         | Batman: Povratak Jockera                        | 2000.  |
| "Ostego Undead"                 | Drakula 2000                                    | 2000.  |
| "So Real"                       | Vrisak 3                                        | 2000.  |
| "S.O.M"                         | MTV The Return of the Rock                      | 2000.  |
| "Burning Inside"                | Vrana 3: Iskupljenje                            | 2000.  |
| "Behind the Wall of Sleep"      | Nativity in Black                               | 2000.  |
| "Hip Hop (featuring Dead Prez)" | Loud Rocks                                      | 2000.  |
| "Love Dump"                     | Valentine                                       | 2001.  |
| "Head"                          | ECW Anarchy Rocks                               | 2001.  |
| "This is Not"                   | Shaun Palmer's Pro Snowboarder                  | 2001.  |
| "Not Meant for Me"              | Kraljica prokletih                              | 2002.  |
| "Anything But This"             | Resident Evil                                   | 2002.  |
| "The Only"                      | Need for Speed: Underground                     | 2002.  |
| "Deliver Me"                    | Teksaški masakr motornom pilom                  | 2003.  |
| "Push It"                       | Bijes na dva kotača                             | 2004.  |
| "The Only"                      | True Crime: Streets of LA                       | 2004.  |
| "Skinnyman"                     | Need for Speed: Most Wanted                     | 2005.  |
| "Cold"                          | Project Gotham Racing 3                         | 2005.  |
| "Start a War"                   | WWE SmackDown! vs. RAW 2006                     | 2005.  |
| "No Submission"                 | Slagalica strave III                            | 2006.  |
| "Destroyer"                     | Reklama za videoigru WWE SmackDown vs. Raw 2008 | 2007.  |
| "Lunatic"                       | The Punisher: War Zone                          | 2008.  |

### Obrade
| Godina | Pjesma                                           | Album                           |
| ------ | ------------------------------------------------ | ------------------------------- |
| 1999.  | December (pjesma Deep Blue Dreama)               | Wisconsin Death Trip            |
| 2002.  | Speedway (pjesma Elvisa Presleyja)               | NASCAR: Crank It Up             |
| 2004.  | Burning Inside (pjesma Ministryja)               | Beneath... Between... Beyond... |
| 2004.  | Behind the Wall of Sleep (pjesma Black Sabbatha) | Beneath... Between... Beyond... |
| 2004.  | Gimme Gimme Shock Treatment (pjesma Ramonesa)    | Beneath... Between... Beyond... |
| 2007.  | Get Up And Boogie (pjesma Silver Conventiona)    | Cannibal (bonus pjesma)         |
| 2009.  | Looks That Kill (pjesma Motleya Cruea)           | Cult of Static (bonus pjesma)   |
| 2009.  | Still Of The Night (pjesma Whitesnakea)          | Cult of Static (bonus pjesma)   |
| 2009.  | Talk Dirty to Me (pjesma Poisona)                | Cult of Static (bonus pjesma)   |

## DVD-ovi
| Godina | Detalji |
| ------ | --- |
| 2001.  | Where the Hell Are We and What Day Is It... This Is Static-X - Objavljen: 2001. - Izdavač: Warner Bros. Records |
| 2008.  | Cannibal Killers Live - Objavljen: 7. listopada 2008. - Izdavač: Reprise Records                                |

### Bonus diskovi
- Black and White DVD - spot za pjesmu "Black and White"
- X-Posed - Uz posebno izdanje albuma Shadow Zone
- X-Rated - Uz posebno izdanje albuma Start a War